# Robert Anderson (Offizier, 1805)

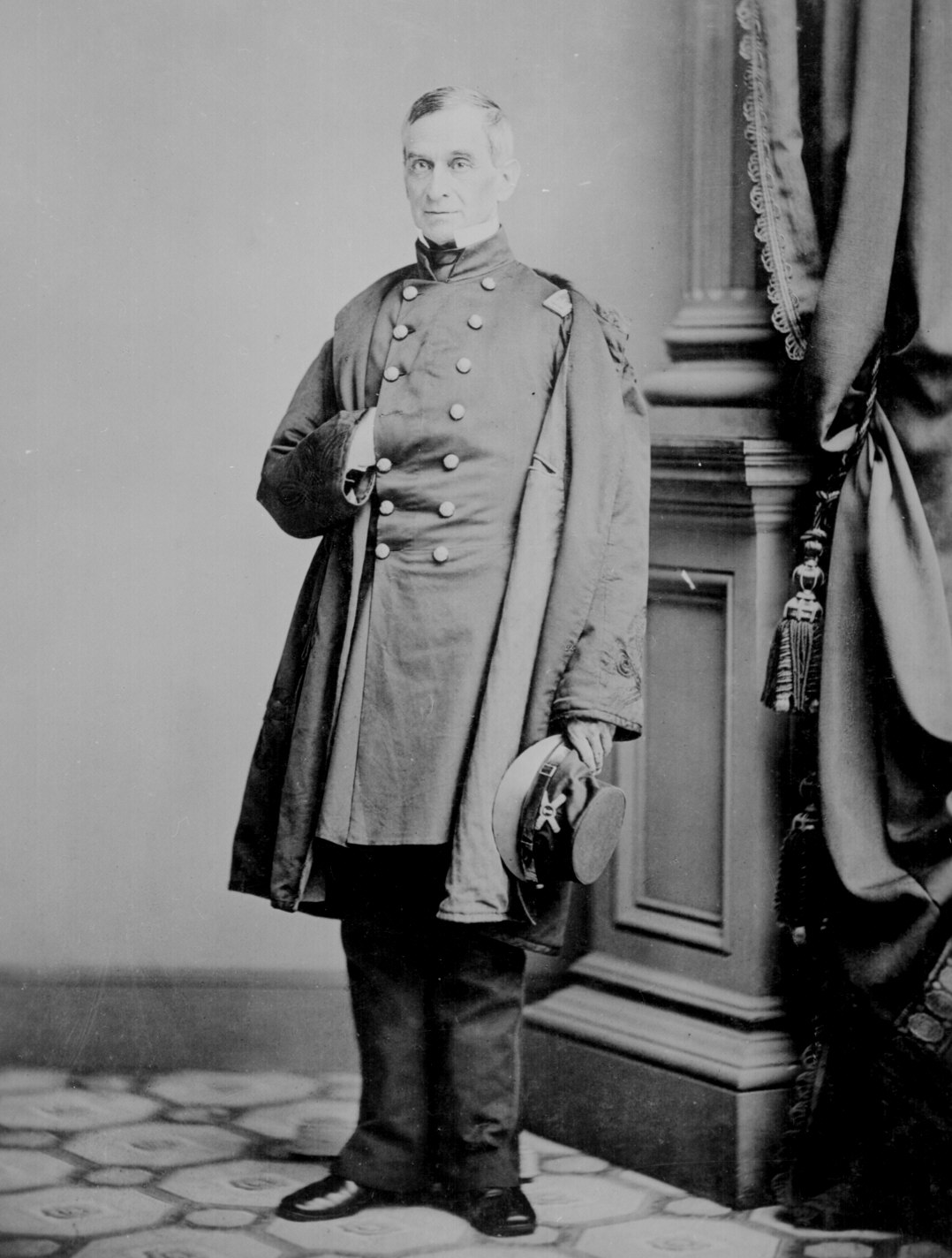
Robert Anderson

Robert Anderson (* 14. Juni 1805 in Louisville, Kentucky; † 26. Oktober 1871 in Nizza) war ein Generalmajor des US-Heeres im Amerikanischen Bürgerkrieg. Bekannt wurde er als Kommandant Fort Sumters in South Carolina zu Beginn des Bürgerkriegs 1861. Er war der Bruder von Charles Anderson.
Anderson war nach Abschluss der Ausbildung an der US-Militärakademie in West Point, New York 1825 über 30 Jahre Offizier des US-Heeres. Er diente in verschiedenen Indianerkriegen und im Amerikanisch-Mexikanischen Krieg 1848, in dem er verwundet wurde. 1857 zum Major befördert, war er 1861 bei Ausbruch des Bürgerkrieges Kommandant von Fort Sumter, das die Hafeneinfahrt der Stadt Charleston beherrschte. Anderson und seine Soldaten blieben trotz der Sezession der Südstaaten loyal zur Regierung in Washington, D.C. Nachdem verschiedene Versuche zur Versorgung der belagerten Besatzung des Forts durch die Nordstaaten gescheitert waren, begannen die Südstaaten am 12. April 1861 mit der Beschießung Fort Sumters und damit den Sezessionskrieg. Anderson musste in aussichtsloser Lage – er hatte nur 85 Mann und wenige Kanonen – nach einem Tag am Abend des 13. April kapitulieren. Er und die ihm unterstellten Soldaten wurden von den Südstaatlern gefangen genommen und den Nordstaaten übergeben. Anderson brachte dabei die Flagge des Forts mit, die zu einem Symbol der Union wurde.
Nach seiner Ankunft im Norden wurde er zum Brigadegeneral befördert und nahm als erster Kriegsheld der Union an Rekrutierungsveranstaltungen teil. Aus Krankheitsgründen konnte er am weiteren Kriegsgeschehen kaum noch teilnehmen. 1865 erhielt er den Brevet-Rang eines Generalmajors. Am 14. April dieses Jahres brachte er die alte Flagge zurück in das bereits seit Februar 1865 wieder vom US-Heer besetzte Fort. Anderson starb 1871 in Nizza und wurde auf dem Friedhof von West Point beigesetzt. In Fort Sumter erinnert ein Gedenkstein an ihn.